# Pengepræmier i Wimbledon-mesterskaberne
Pengepræmier i Wimbledon-mesterskaberne blev første gang uddelt i 1968 – det første år, hvor professionelle kunne stille op i Wimbledon-mesterskaberne. Indtil 2007 var der forskel på pengepræmierne i mændenes og kvindernes rækker – mændene fik højere præmier end kvinderne. Men i 2007 skiftede arrangørerne politik og har siden da uddelt samme pengepræmier til mænd og kvinder, selvom denne beslutning ikke har være ukontroversiel.
I 2015 var den samlede præmiesum på £ 26.750.000, en stigning på 7 % i forhold til året før, og førstepræmierne i herre- og damesingle var på £ 1.880.000.
| Pengepræmier i Wimbledon-mesterskaberne (alle beløb i £) | Pengepræmier i Wimbledon-mesterskaberne (alle beløb i £) | Pengepræmier i Wimbledon-mesterskaberne (alle beløb i £) | Pengepræmier i Wimbledon-mesterskaberne (alle beløb i £) | Pengepræmier i Wimbledon-mesterskaberne (alle beløb i £) | Pengepræmier i Wimbledon-mesterskaberne (alle beløb i £) | Pengepræmier i Wimbledon-mesterskaberne (alle beløb i £) |
| År                                                       | Førstepræmier                                            | Førstepræmier                                            | Førstepræmier                                            | Førstepræmier                                            | Førstepræmier                                            | Samlet præmiesum                                         |
| År                                                       | Herresingle                                              | Herredouble                                              | Damesingle                                               | Damedouble                                               | Mixed double                                             | Samlet præmiesum                                         |
| -------------------------------------------------------- | -------------------------------------------------------- | -------------------------------------------------------- | -------------------------------------------------------- | -------------------------------------------------------- | -------------------------------------------------------- | -------------------------------------------------------- |
| 1968                                                     | 2.000                                                    | 800                                                      | 750                                                      | 500                                                      | 450                                                      | 26.150                                                   |
| 1969                                                     | 3.000                                                    | 1.000                                                    | 1.500                                                    | 600                                                      | 500                                                      | 33.370                                                   |
| 1970                                                     | 3.000                                                    | 1.000                                                    | 1.500                                                    | 600                                                      | 500                                                      | 41.650                                                   |
| 1971                                                     | 3.750                                                    | 750                                                      | 1.800                                                    | 450                                                      | 375                                                      | 37.790                                                   |
| 1972                                                     | 5.000                                                    | 1.000                                                    | 3.000                                                    | 600                                                      | 500                                                      | 50.330                                                   |
| 1973                                                     | 5.000                                                    | 1.000                                                    | 3.000                                                    | 600                                                      | 500                                                      | 52.400                                                   |
| 1974                                                     | 10.000                                                   | 2.000                                                    | 7.000                                                    | 1.200                                                    | 1.000                                                    | 97.100                                                   |
| 1975                                                     | 10.000                                                   | 2.000                                                    | 7.000                                                    | 1.200                                                    | 1.000                                                    | 114.875                                                  |
| 1976                                                     | 12.500                                                   | 3.000                                                    | 10.000                                                   | 2.400                                                    | 2.000                                                    | 157.740                                                  |
| 1977                                                     | 15.000                                                   | 6.000                                                    | 13.500                                                   | 5.200                                                    | 3.000                                                    | 222.540                                                  |
| 1978                                                     | 19.000                                                   | 7.500                                                    | 17.100                                                   | 6.500                                                    | 4.000                                                    | 279.023                                                  |
| 1979                                                     | 20.000                                                   | 8.000                                                    | 18.000                                                   | 6.930                                                    | 4.200                                                    | 277.066                                                  |
| 1980                                                     | 20.000                                                   | 8.400                                                    | 18.000                                                   | 7.276                                                    | 4.420                                                    | 293.464                                                  |
| 1981                                                     | 21.600                                                   | 9.070                                                    | 19.400                                                   | 7.854                                                    | 4.770                                                    | 322.136                                                  |
| 1982                                                     | 41.667                                                   | 16.666                                                   | 37.500                                                   | 14.450                                                   | 6.750                                                    | 593.366                                                  |
| 1983                                                     | 66.600                                                   | 26.628                                                   | 60.000                                                   | 23.100                                                   | 12.000                                                   | 978.211                                                  |
| 1984                                                     | 100.000                                                  | 40.000                                                   | 90.000                                                   | 34.700                                                   | 18.000                                                   | 1.461.896                                                |
| 1985                                                     | 130.000                                                  | 47.500                                                   | 117.000                                                  | 41.100                                                   | 23.400                                                   | 1.934.760                                                |
| 1986                                                     | 140.000                                                  | 48.500                                                   | 126.000                                                  | 42.060                                                   | 25.200                                                   | 2.119.780                                                |
| 1987                                                     | 155.000                                                  | 53.730                                                   | 139.500                                                  | 46.500                                                   | 27.900                                                   | 2.470.020                                                |
| 1988                                                     | 165.000                                                  | 57.200                                                   | 148.500                                                  | 49.500                                                   | 29.700                                                   | 2.612.126                                                |
| 1989                                                     | 190.000                                                  | 65.870                                                   | 171.000                                                  | 56.970                                                   | 34.200                                                   | 3.133.749                                                |
| 1990                                                     | 230.000                                                  | 94.230                                                   | 207.000                                                  | 81.510                                                   | 40.000                                                   | 3.819.730                                                |
| 1991                                                     | 240.000                                                  | 98.330                                                   | 216.000                                                  | 85.060                                                   | 41.720                                                   | 4.010.970                                                |
| 1992                                                     | 265.000                                                  | 108.570                                                  | 240.000                                                  | 93.920                                                   | 46.070                                                   | 4.416.820                                                |
| 1993                                                     | 305.000                                                  | 124.960                                                  | 275.000                                                  | 108.100                                                  | 53.020                                                   | 5.048.450                                                |
| 1994                                                     | 345.000                                                  | 141.350                                                  | 310.000                                                  | 122.200                                                  | 60.000                                                   | 5.682.170                                                |
| 1995                                                     | 365.000                                                  | 149.540                                                  | 328.000                                                  | 129.300                                                  | 63.500                                                   | 6.025.550                                                |
| 1996                                                     | 392.500                                                  | 160.810                                                  | 353.000                                                  | 139.040                                                  | 68.280                                                   | 6.465.910                                                |
| 1997                                                     | 415.000                                                  | 170.030                                                  | 373.500                                                  | 147.010                                                  | 72.200                                                   | 6.884.952                                                |
| 1998                                                     | 435.000                                                  | 178.220                                                  | 391.500                                                  | 154.160                                                  | 75.700                                                   | 7.207.590                                                |
| 1999                                                     | 455.000                                                  | 186.420                                                  | 409.500                                                  | 167.770                                                  | 79.180                                                   | 7.595.330                                                |
| 2000                                                     | 477.500                                                  | 195.630                                                  | 430.000                                                  | 176.070                                                  | 83.100                                                   | 8.056.480                                                |
| 2001                                                     | 500.000                                                  | 205.000                                                  | 462.500                                                  | 189.620                                                  | 87.000                                                   | 8.525.280                                                |
| 2002                                                     | 525.000                                                  | 210.000                                                  | 486.000                                                  | 194.250                                                  | 88.500                                                   | 8.825.320                                                |
| 2003                                                     | 575.000                                                  | 210.000                                                  | 535.000                                                  | 194.250                                                  | 88.500                                                   | 9.373.990                                                |
| 2004                                                     | 602.500                                                  | 215.000                                                  | 560.500                                                  | 200.000                                                  | 90.000                                                   | 9.707.280                                                |
| 2005                                                     | 630.000                                                  | 218.500                                                  | 600.000                                                  | 203.250                                                  | 90.000                                                   | 10.085.510                                               |
| 2006                                                     | 655.000                                                  | 220.690                                                  | 625.000                                                  | 205.280                                                  | 90.000                                                   | 10.378.710                                               |
| 2007                                                     | 700.000                                                  | 222.900                                                  | 700.000                                                  | 222.900                                                  | 90.000                                                   | 11.282.710                                               |
| 2008                                                     | 750.000                                                  | 230.000                                                  | 750.000                                                  | 230.000                                                  | 92.000                                                   | 11.812.000                                               |
| 2009                                                     | 850.000                                                  | 230.000                                                  | 850.000                                                  | 230.000                                                  | 92.000                                                   | 12.550.000                                               |
| 2010                                                     | 1.000.000                                                | 240.000                                                  | 1.000.000                                                | 240.000                                                  | 92.000                                                   | 13.725.000                                               |
| 2011                                                     | 1.100.000                                                | 250.000                                                  | 1.100.000                                                | 250.000                                                  | 92.000                                                   | 14.600.000                                               |
| 2012                                                     | 1.150.000                                                | 260.000                                                  | 1.150.000                                                | 260.000                                                  | 92.000                                                   | 16.060.000                                               |
| 2013                                                     | 1.600.000                                                | 300.000                                                  | 1.600.000                                                | 300.000                                                  | 92.000                                                   | 22.560.000                                               |
| 2014                                                     | 1.760.000                                                | 325.000                                                  | 1.760.000                                                | 325.000                                                  | 96.000                                                   | 25.000.000                                               |
| 2015                                                     | 1.880.000                                                | 340.000                                                  | 1.880.000                                                | 340.000                                                  | 100.000                                                  | 26.750.000                                               |
| 2016                                                     | 2.000.000                                                | 350.000                                                  | 2.000.000                                                | 350.000                                                  | 100.000                                                  | 28.100.000                                               |